# Autostrada D52 (Czechy)
Autostrada D52 (cz. dálnice D52) – autostrada w Czechach w ciągu trasy europejskiej E461. Łączy Brno i autostradę D1 z miastem Pohořelice. W przyszłości ma zostać przedłużona do graniczącej z Austrią miejscowości Mikulov. Po stronie austriackiej jej kontynuację stanowić będzie autostrada A5 biegnąca od gminy Drasenhofen do Wiednia. Do końca 2015 roku była drogą ekspresową R52 (rychlostní silnice R52).

## Opłaty
Przejazd autostradą jest płatny w postaci winiety. Przejazd pojazdem o masie całkowitej przekraczającej 3,5 tony podlega elektronicznemu systemowi poboru opłat, poprzez specjalne urządzenie pokładowe.

## Planowane odcinki
Aktualnie planowana jest budowa dwóch odcinków autostrady.
| Odcinek               | Długość | Lata budowy |
| --------------------- | ------- | ----------- |
| Pohořelice – Nová Ves | 3,1 km  | 2023–2027   |
| obwodnica Mikulova    | 3,9 km  | 2021–2023   |